# Gare de Châtelard VD
Ne doit pas être confondu avec Gare du Châtelard-Frontière ou Gare du Châtelard VS.
La gare de Châtelard VD est une gare ferroviaire du Chemin de fer Montreux Oberland bernois. Elle est située à proximité du château du Châtelard, sur le territoire de la commune suisse de Montreux, dans le canton de Vaud.

## Situation ferroviaire
Établie à 501 mètres d'altitude, la gare de Châtelard VD est située au point kilométrique 2,15 de la ligne de Montreux à Lenk im Simmental.
Elle est dotée d'une voie bordée par un quai.

## Histoire
La gare de Châtelard VD a été mise en service en 1901 en même temps que la section de Montreux aux Avants de la ligne de Montreux à Lenk im Simmental.

## Service des voyageurs

### Accueil
Gare du MOB, elle est dotée d'un abri pour les voyageurs ainsi que d'un distributeur automatique de titres de transport.
La gare n'est pas accessible aux personnes à mobilité réduite.

### Desserte
La gare de Châtelard VD est desservie toutes les heures par un train Regio du MOB qui relie Montreux aux Avants en desservant toutes les gares.

### Intermodalité
La gare de Châtelard VD n'est en correspondance avec aucune autre ligne de transports en commun.